# Czartoryski
Czartoryski är en polsk fursteätt av litauisk ursprung, uppkallad efter stamsätet Czartorysk i vojevodskapet Volynien i östra Polen. Släkten anses härstamma från storfurst Olgierd av Litauen (död 1381), men det är först omkring 1440 som släkten är genealogiskt påvisbar. Dess äldste med visshet kände medlem var Vasilij Czartoryski och hans tre söner, som 1442 fick furstetiteln erkänd av Vladislav III av Polen och grundade sin ättegren.
Den yngre ättegrenen, Klewán-grenen, övergick 1559 från grekisk-ortodoxa till romersk-katolska läran, och erkändes samma år av Lublinunionen och skall 1623 har erhållit riksfurstlig värdighet.
Bland släktens medlemmar märks:
- Adam Czartoryski (1804-1880)
- Adam Jerzy Czartoryski (1770–1861),
- Adam Kazimierz Czartoryski (1734–1823)
- August Alexander Czartoryski (1697-1782), vojevod av Rus
- Florjan Czartoryski (död 1674), ärkebiskop av Gnesen och Polens primas 1673-74
- Jan Karol Czartoryski (död 1680), kammarmästare i Kraków och stamfader för linjerna Zukomw och Korzek
- Jerzy Czartoryski (1828-1912)
- Kazimierz Czartoryski (död 1711), underkansler av Litauen och borgherre i Vilnius; far till nedanstående Michał Fryderyk Czartoryski.
- Konstancja Czartoryska (1700-1759), gift med Stanislaw Poniatowski och mor till polske kungen Stanislaus II August.
- Konstanty Adam Czartoryski (1773-1860)
- Konstantyn Marya Adam Czartoryski (1822-1891)
- Maria Czartoryska (1768-1854), författare och gift med hertig Ludvig av Würtemberg
- Michał Czartoryski (död 1692), vojevod av Sandomierz
- Michał Fryderyk Czartoryski (1696–1775)
- Roman Czartoryski (1839-1887)
- Teodor Kazimierz Czartoryski (1704-1768), biskop av Posen
- Władysław Czartoryski (1828–1894)